# أكلات الدود
أكلات الدود (باللاتينية: Vermivora) هو جنس لفصيلة هوازج العالم الجديد.

## الأنواع
يضم هذا الجنس 3 أنواع، واحدٌ منهم يرجح بأنه انقرض
- هازجة باتشمان، Vermivora bachmanii
- هازجة زرقاء الأجنحة، Vermivora cyanoptera
- هازجة ذهبية الأجنحة، Vermivora chrysoptera

وكان هذا الجنس يضم عدة أنواع من قبل، ولكن تم تحويها إلى الجنس Oreothlypis:
- هازجة تينيسي، Oreothlypis peregrina
- الهازجة ذات التاج البرتقالي، أوريوثلايبيز سيلاتا (Oreothlypis celata)
- هازجة ناشفيل،  (Oreothlypis ruficapilla)
- هازجة فيرجينيا،  (Oreothlypis virginiae)
- هازجة كوليما،  (Oreothlypis crissalis)
- هازجة لوسي،  (Oreothlypis luciae)